# I.F.T.
"I.F.T." es el tercer episodio de la tercera temporada de la serie de televisión estadounidense Breaking Bad, y el vigésimotercer episodio global de la serie. Escrito por George Mastras y dirigido por Michelle MacLaren, fue emitido en Estados Unidos y Canadá por la cadena televisiva AMC el 4 de abril de 2010.

## Trama
En un flashback, Tortuga recibe la visita de Juan Bolsa en un bar. Llevado por la espalda por Juan, es atacado por Leonel y Marco Salamanca por ser informante de la DEA y decapitado con un machete.
Walt regresa a vivir a la casa y dice a Skyler que no tiene ninguna intención de marcharse. Ella no escucha sus palabras, pero Walter Jr. está emocionado por tener a su padre de vuelta. Sin embargo, esto no detiene a Skyler para llamar a la policía, con el fin de expulsar a Walt. La policía le dice que ellos no lo pueden expulsar sin una orden judicial; cuando un policía pregunta a Skyler sobre alguna posible actividad ilegal en la que Walt esté implicado, en un intento de encontrar una base legal para expulsarlo, Skyler declina mencionar el negocio de drogas de su esposo. Más tarde, Skyler se encuentra con su abogada. Después de que la profesional le asegura que todo lo dicho es confidencial bajo los privilegios entre abogado-cliente, Skyler le admite que Walt es un distribuidor de metanfetamina; su abogada le aconseja demandarle para divorcio y permitir que la policía se haga cargo de Walt, pero Skyler entre lágrimas declina, diciendo que no quiere que Walter Jr. descubra que su padre es un criminal.
Jesse todavía tiene problemas para aceptar la muerte de su novia pero ha vuelto a su casa. Saul llega, pidiendo a Jesse que intente convencer a Walt para regresar al negocio de la droga; Jesse, claramente angustiado por la muerte de Jane, desdeñosamente dice que él se encargará.
Leonel y Marco Salamanca roban un vehículo utilitario deportivo, trayendo con ellos a Hector Salamanca para una reunión con Gus y Juan Bolsa. Gus les dice que no pueden matar a Walter ahora, ya que  está haciendo negocios con él; sin embargo, una vez que el negocio de Gus con Walter haya terminado, les permitirá matar a Walter.
Hank aún se siente estresado y propina una golpiza a un grupo de hombres en un bar. Se identifica como agente de la DEA para impedir que los contrincantes lo ataquen.
Walt muestra a Skyler el dinero que ha ganado, en un intento de lograr que ella lo acepte, diciéndole que lo ayudará con la hipoteca y los gastos escolares de Walter Jr.. Le pide a Skyler que al menos piense sobre ello; sin embargo, cuando Skyler llega tarde a casa del trabajo, en un intento por hacer que Walt se aleje de ella, dice "me acosté con Ted".

## Producción
El episodio fue escrito por George Mastras y dirigido por Michelle MacLaren; fue emitido por la cadena televisiva AMC en Estados Unidos y Canadá el 4 de abril de 2010. El título del episodio corresponde a las iniciales en inglés para la frase "I Fucked Ted" ("me acosté con Ted"), dicha por Skyler a Walt al final.Este episodio también marco la primera apareció a su personaje Juan Bolsa.

## Recepción
Donna Bowman de The A.V. Club dio al episodio una A, escribiendo que: "Su genialidad yace en su mirada penetrante dentro de cada carácter, algunos vulnerables en su mayoría, otros salidos de un cascarón cuidadosamente construido." Seth Amitin de IGN escribió que a pesar de que fue más débil comparado con otros episodios de la serie, una de sus fortalezas fue que "Elementos que no merecen un episodio entero estuvieron amalgamados en este. Fue sucinto y todavía muy interesante"
En The Bible in Crime Fiction and Drama: Murderous Texts, Caroline Blyth y Alison Jack comparan la infidelidad de Skyler hacia Walt con la mutilación de Dalila hacia Sansón en el Libro de Jueces.
En The Methods of Breaking Bad: Essays on Narrative, Character and Ethics, editado por Jacob Blevins y Dafydd Wood, los autores argumentan que este episodio es el más importante en el carácter de Skyler.
En 2019, The Ringer situó a "I.F.T." en el puesto 41 del total de 62 episodios.

### Audiencia
La emisión original del episodio fue vista por 1.33 millones de espectadores, lo cual fue inferior a los 1.55 millones del episodio anterior, "Caballo sin Nombre".